# Dan Houser
Dan Houser, född 1974, är en engelsk spelförfattare och producent. Dan tillsammans med sin äldre bror Sam Houser, Terry Donovan, Gary Foreman & Jamie King startade Spelföretaget Rockstar Games. Dan Houser har skrivt alla Grand Theft Auto-spel sedan Grand Theft Auto: London 1969. Han har även varit huvudförfattare till alla Rockstars-spel, som inkluderar Red Dead Redemption, Bully, Max Payne 3.

## Historia
Dan Houser växte upp i London på 1970-talet, han studerade litteratur på Oxfords universitet. Både Dan och Sam ville bli musiker, men har alltid varit intresserade av berättande och amerikanska kriminalfilmer. Housers favoritfilm var The Warriors som de senare gjorde ett spel av.
Dans föräldrar var skådespelaren Geraldine Moffat & Jazzklubbs-ägaren Walter Houser. Dan har alltid varit den lugnare brodern. Sam var den som älskade våldsamma spel & all Hip-Hop, medan Dan älskade att författa, vilket gjorde att han har skrivit nästan alla Rockstars spel. Både Dan och Sam blev år 2009 listade på Time Magazines "Top 100 Most Influented People".

## TV-spels-produktioner

### Producent
- Grand Theft Auto: London, 1969 (1999)
- Grand Theft Auto III (2001)
- Smuggler's Run: Warzones (2002) (Executive producer)
- Grand Theft Auto: Vice City (2002)
- Grand Theft Auto: San Andreas (2004)
- Grand Theft Auto: Vice City Stories (2006) (Executive producer)
- Red Dead Redemption (2010) (Executive producer)
- L.A. Noire (2011) (Executive producer)
- Max Payne 3 (2012) (Executive producer)

### Författare
- Grand Theft Auto: London, 1969 (1999)
- Grand Theft Auto 2 (1999)
- Grand Theft Auto III (2001)
- Smuggler's Run 2: Hostile Territory (2001)
- Grand Theft Auto: Vice City (2002)
- Grand Theft Auto: San Andreas (2004)
- Grand Theft Auto: Liberty City Stories (2005)
- Grand Theft Auto: Vice City Stories (2006)
- Bully (2006)
- Bully: Scholarship Edition (2008)
- Grand Theft Auto IV (2008)
- Midnight Club: Los Angeles (2008)
- Grand Theft Auto IV: The Lost and Damned (2009)
- Grand Theft Auto: Chinatown Wars (2009)
- Grand Theft Auto: The Ballad of Gay Tony (2009)
- Red Dead Redemption (2010)
- Red Dead Redemption: Undead Nightmare (2010)
- Max Payne 3 (2012)
- Grand Theft Auto V (2013)

### Röstskådespelare
- X-Squad (2000)
- Grand Theft Auto III (2001) - Fotgängare
- Grand Theft Auto: Vice City (2002) - Radioinringare, Reklamröst
- Grand Theft Auto: San Andreas (2004) - Reklamröst
- Grand Theft Auto: Liberty City Stories (2005) - Reklamröst
- Grand Theft Auto: Vice City Stories (2006) - Fotgängare
- Grand Theft Auto IV (2008) - Fotgängare